# Killing an Arab
Killing an Arab — перший сингл рок-гурту The Cure. Він був записаний у той же час, що й їх перший британський LP Three Imaginary Boys (1979), але не увійшов до альбому. Однак він був включений в перший американський альбом гурту Boys Don't Cry (1980).

## Список композицій
7" сингл
1. «Killing an Arab»
2. «10:15 Saturday Night»

## Учасники запису
- Роберт Сміт — вокал, гітара
- Майкл Демпсі — бас-гітара
- Лол Толхерст — ударні